# Minardi M187

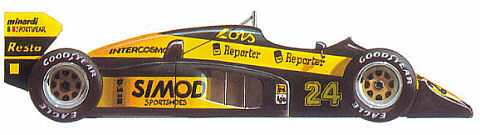
carro Minardi M187 Formula 1

O M187 foi o modelo da Minardi da temporada de 1987 da Fórmula 1. Condutores: Adrián Campos e Alessandro Nannini.

## Resultados[1]
(legenda)
| Ano  | Chassi | Motor                          | Pneus | N° | Pilotos            | 1   | 2   | 3   | 4   | 5   | 6   | 7   | 8   | 9   | 10  | 11  | 12  | 13  | 14  | 15  | 16  | Pontos | Posição  |  |
| ---- | ------ | ------------------------------ | ----- | -- | ------------------ | --- | --- | --- | --- | --- | --- | --- | --- | --- | --- | --- | --- | --- | --- | --- | --- | ------ | -------- |  |
|      |        |                                |       |    |                    |     |     |     |     |     |     |     |     |     |     |     |     |     |     |     |     |        |          |  |
|      |        |                                |       |    |                    | BRA | SMR | BEL | MON | USA | FRA | GBR | GER | HUN | AUT | ITA | POR | ESP | MEX | JAP | AUS |        |          |  |
| 1987 | M187   | Motori Moderni 615-90 V6 turbo | G     | 23 | Adrián Campos      | DSQ | Ret | Ret | DNS | Ret | Ret | Ret | Ret | Ret | Ret | Ret | Ret | 14  | Ret | Ret | Ret | 0      | NC (14º) |  |
| 1987 | M187   | Motori Moderni 615-90 V6 turbo | G     | 24 | Alessandro Nannini | Ret | Ret | Ret | Ret | Ret | Ret | Ret | Ret | 11  | Ret | 16  | 11† | Ret | Ret | Ret | Ret | 0      | NC (14º) |  |

† Completou mais de 90% da distância da corrida.